# Eve-Christine de Wurtemberg
Eve Christine de Wurtemberg (Stuttgart, 16 mai 1590 – Dresde, 5 avril 1657), est une noble allemande.

## Biographie
Elle est la fille de Frédéric Ier de Wurtemberg et de Sibylle d'Anhalt. Son nom lui est donné en l'honneur de sa tante paternelle, qui est décédée à l'âge de dix-sept ans en 1575.
Elle épouse Jean-Georges de Brandebourg, deuxième fils de l'électeur Joachim III Frédéric de Brandebourg. Le mariage est célébré à Jögerndorf le 13 juin 1610 et elle devient la duchesse de Jägerndorf, jusqu'au 16 décembre 1577, le jour de la mort de son mari.
De ce mariage sont nés cinq enfants:
- Catherine Sybille (Jägerndorf, le 4 octobre 1611-Jägerndorf, 21 mars 1612);
- Georges (Jägerndorf, 10 février 1613-Berlin, 20 novembre 1614);
- Albert (20 août 1614-10 février 1620);
- Catherine Sybille (21 octobre 1615-Berlin, 22 octobre 1615);
- Ernest (Jägerndorf, 18 janvier 1617-Berlin, 4 octobre 1642).

Seul le dernier enfant est arrivé à l'âge adulte.